# Барбучану (Дамбовица)
Барбучану (рум. Bărbuceanu) насеље је у Румунији у округу Дамбовица у општини Бутиману. Oпштина се налази на надморској висини од 122 m.

## Становништво
Према подацима из 2002. године у насељу је живело 110 становника, од којих су сви румунске националности.